# Любов Орлова
Любов Петровна Орлова (на руски: Любо́вь Петро́вна Орло́ва) е знаменита съветска актриса.
Тя е първата звезда на съветското кино и първата народна артистка на СССР, кумир и идол на публиката през периода от 1930-те до 1950-те години. Тя е не само талантлива актриса, но и танцьорка и певица. Участва предимно в музикални комедии. Умира от рак.
На актрисата е наименуван корабът „Любов Орлова“, построен през 1976 г.

## Филмография
- Петербургская ночь (1933)
- Веселые ребята (1934)
- Цирк (1936)
- Волга-Волга (1938)
- Светлый путь (1939)
- Весна (1946)
- Встреча на Эльбе (1950)
- Мусоргский (1950)